# هتل بلو رادیسون ایروان
هتل بلو رادیسون ایروان (ارمنی: Ռեդիսոն Բլու Հոթել Երևան) یک هتل پنج ستاره در جمهوری ارمنستان است که در خیابان آزادی و در داخل پارک پیروزی نزدیکی پلکان کاسکاد ایروان در ناحیه کاناکر زیتون ایروان واقع شده است. این هتل در سال ۲۰۰۵ با نام گلدن پالاس تأسیس و پس از بازسازی مابین سال‌های ۲۰۱۴ تا ۲۰۱۶ با نام بلو رادیسون ایروان بازگشایی شده‌است. هتل رادیسون هم‌اکنون دارای ۷ طبقه و ۱۴۲ اتاق می‌باشد.

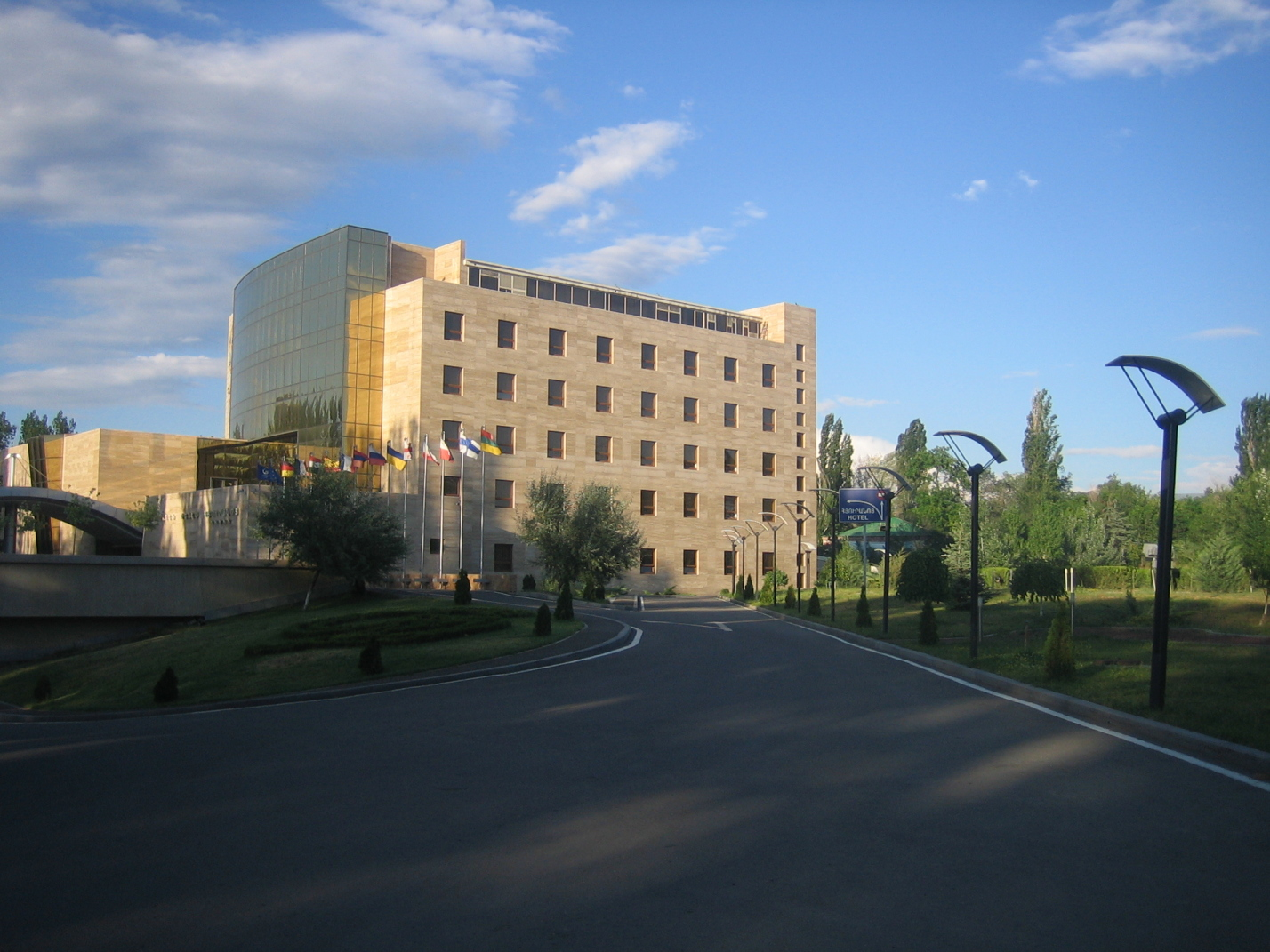
هتل در سال ۲۰۰۸